# Lista över countyn i Colorado

Colorados countyn.

Detta är en lista över de 64 countyn som finns i delstaten Colorado i USA.

## Lista
| County                    | Centralort (County Seat) | Grundat |
| ------------------------- | ------------------------ | ------- |
| Adams County              | Brighton                 | 1902    |
| Alamosa County            | Alamosa                  | 1913    |
| Arapahoe County           | Littleton                | 1861    |
| Archuleta County          | Pagosa Springs           | 1885    |
| Baca County               | Springfield              | 1889    |
| Bent County               | Las Animas               | 1870    |
| Boulder County            | Boulder                  | 1861    |
| Broomfield                | Broomfield               | 2001    |
| Chaffee County            | Salida                   | 1879    |
| Cheyenne County           | Cheyenne Wells           | 1889    |
| Clear Creek County        | Georgetown               | 1861    |
| Conejos County            | Conejos                  | 1861    |
| Costilla County           | San Luis                 | 1861    |
| Crowley County            | Ordway                   | 1911    |
| Custer County             | Westcliffe               | 1877    |
| Delta County              | Delta                    | 1883    |
| Denver County (se Denver) | Denver                   | 1902    |
| Dolores County            | Dove Creek               | 1881    |
| Douglas County            | Castle Rock              | 1861    |
| Eagle County              | Eagle                    | 1883    |
| El Paso County            | Colorado Springs         | 1861    |
| Elbert County             | Kiowa                    | 1874    |
| Fremont County            | Cañon City               | 1861    |
| Garfield County           | Glenwood Springs         | 1883    |
| Gilpin County             | Central City             | 1861    |
| Grand County              | Hot Sulphur Springs      | 1874    |
| Gunnison County           | Gunnison                 | 1877    |
| Hinsdale County           | Lake City                | 1874    |
| Huerfano County           | Walsenburg               | 1861    |
| Jackson County            | Walden                   | 1909    |
| Jefferson County          | Golden                   | 1861    |
| Kiowa County              | Eads                     | 1889    |
| Kit Carson County         | Burlington               | 1889    |
| La Plata County           | Durango                  | 1874    |
| Lake County               | Leadville                | 1861    |
| Larimer County            | Fort Collins             | 1861    |
| Las Animas County         | Trinidad                 | 1866    |
| Lincoln County            | Hugo                     | 1889    |
| Logan County              | Sterling                 | 1887    |
| Mesa County               | Grand Junction           | 1883    |
| Mineral County            | Creede                   | 1893    |
| Moffat County             | Craig                    | 1911    |
| Montezuma County          | Cortez                   | 1889    |
| Montrose County           | Montrose                 | 1883    |
| Morgan County             | Fort Morgan              | 1889    |
| Otero County              | La Junta                 | 1889    |
| Ouray County              | Ouray                    | 1877    |
| Park County               | Fairplay                 | 1861    |
| Phillips County           | Holyoke                  | 1889    |
| Pitkin County             | Aspen                    | 1881    |
| Prowers County            | Lamar                    | 1889    |
| Pueblo County             | Pueblo                   | 1861    |
| Rio Blanco County         | Meeker                   | 1889    |
| Rio Grande County         | Del Norte                | 1874    |
| Routt County              | Steamboat Springs        | 1877    |
| Saguache County           | Saguache                 | 1866    |
| San Juan County           | Silverton                | 1876    |
| San Miguel County         | Telluride                | 1883    |
| Sedgwick County           | Julesburg                | 1889    |
| Summit County             | Breckenridge             | 1861    |
| Teller                    | Cripple Creek            | 1899    |
| Washington County         | Akron                    | 1887    |
| Weld County               | Greeley                  | 1861    |
| Yuma County               | Wray                     | 1889    |